# Tranh luận Bohr-Einstein

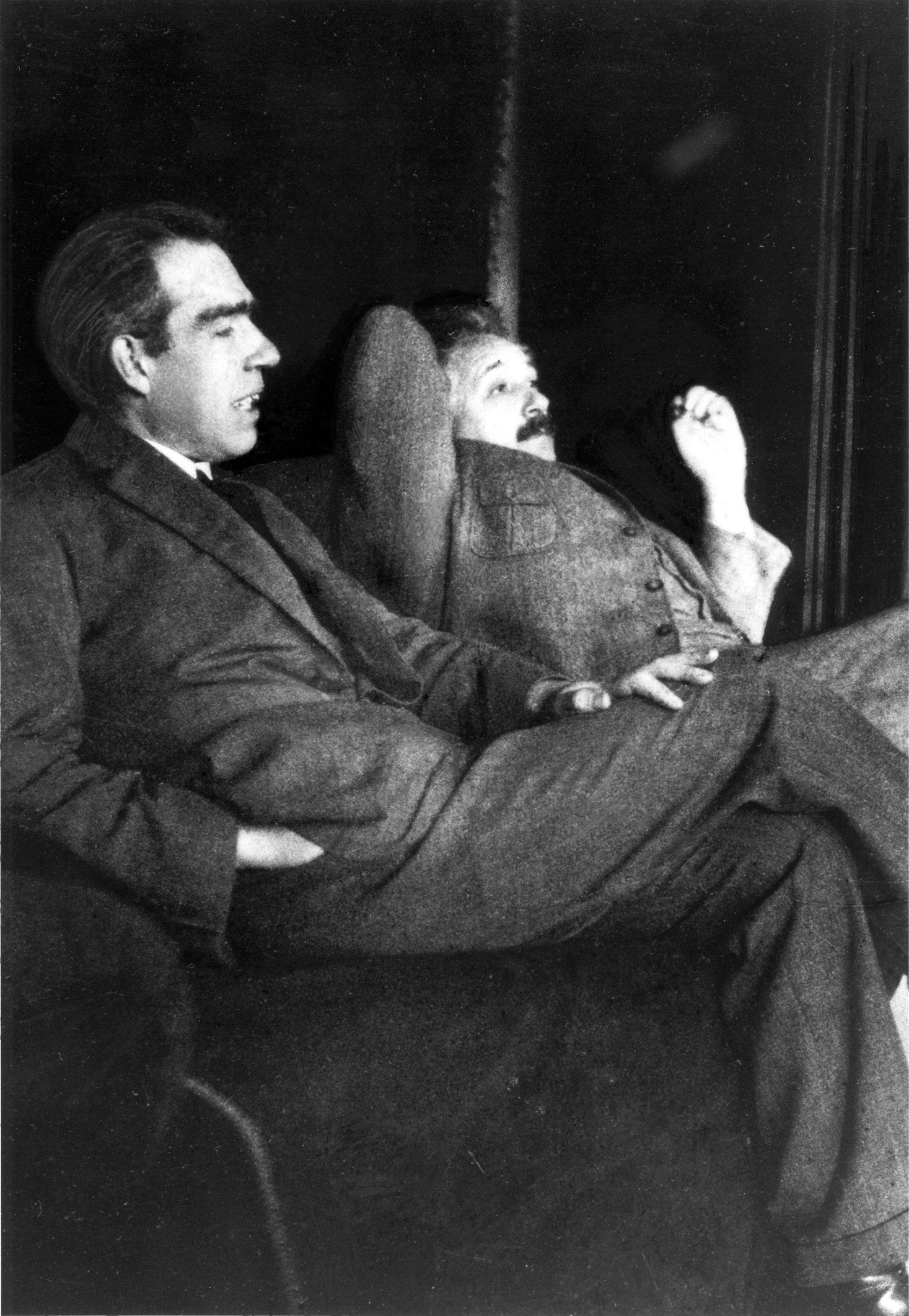
Niels Bohr và Albert Einstein tại nhà của Paul Ehrenfest ở Leiden (tháng 12 năm 1925)

Tranh luận Bohr-Einstein là một chuỗi các cuộc tranh luận công khai giữa Albert Einstein và Niels Bohr về vật lý lượng tử. Hai nhà bác học này, cùng với Max Planck là những cha đẻ của lý thuyết lượng tử cũ. Cuộc tranh luận của họ được ghi nhớ do tầm quan trọng của chúng đối với ý nghĩa triết học của khoa học. Einstein tìm kiếm một thứ vật lý có thể cho chúng ta biết những gì đang thực sự xảy ra trong thế giới vật chất ấn giấu phía sau những phương trình. Bohr chỉ quan tâm đến chính bản thân các phương trình mà không lo nghĩ gì về hiện thực vật lý trong đó.
Quan điểm của Einstein đối với cơ học lượng tử thực ra rất tinh tế và sẵn lòng tiếp thu hơn là thường được miêu tả trong các cuốn giáo khoa thư và các bài báo khoa học đại chúng. Sự phê bình mạnh mẽ và thường xuyên của ông về cơ học lượng tử đã buộc những người bảo vệ nó phải mài sắc và tinh lọc hiểu biết về ý nghĩa khoa học và triết học của lý thuyết mà chính họ đã xây dựng.